# Liste der Einträge im National Register of Historic Places im Hot Springs County

Lage des Hot Springs County in Wyoming

Die Liste der Einträge im National Register of Historic Places im Hot Springs County in Wyoming führt alle Bauwerke und historischen Stätten im Hot Springs County auf, die in das National Register of Historic Places aufgenommen wurden.

## Legende
| NRHP | Historic Place    |
| HD   | Historic District |

## Aktuelle Einträge
| [ 2 ] | Name                                   | Bild                                   | Eintragsdatum                 | Lage                                                              | Ort              | Beschreibung |
| ----- | -------------------------------------- | -------------------------------------- | ----------------------------- | ----------------------------------------------------------------- | ---------------- | --- |
| 1     | Bates Battlefield                      |                                        | 20. Nov. 1974 ID-Nr. 74002286 | Bates Creek 43° 32′ 31″ N, 107° 36′ 17″ W                         | East Thermopolis | |
| 2     | Callaghan Apartments                   | Callaghan Apartments                   | 19. März 1993 ID-Nr. 93000231 | 116 East Park Street 43° 39′ 2″ N, 108° 11′ 54″ W                 | Thermopolis      | Auch bekannt als Plaza Apartments and Hotel oder Plaza Hotel, 1918 im Hot Springs State Park in Thermopolis erbaut |
| 3     | CQA Four Mile Bridge                   | CQA Four Mile Bridge                   | 22. Feb. 1985 ID-Nr. 85000423 | Wyoming Highway 173 43° 36′ 13″ N, 108° 11′ 48″ W                 | Thermopolis      | 90 Meter lange Fachwerkbrücke über den Bighorn River                                                               |
| 4     | Downtown Thermopolis Historic District | Downtown Thermopolis Historic District | 10. Mai 1984 ID-Nr. 84003668  | Broadway, 5th Street und 6th Street 43° 38′ 46″ N, 108° 12′ 37″ W | Thermopolis      | Umfasst mehrere Straßen und Gebäude im Stadtzentrum von Thermopolis                                                |
| 5     | EFP Bridge over Owl Creek              | EFP Bridge over Owl Creek              | 22. Feb. 1985 ID-Nr. 85000424 | County Road CN15-28 43° 41′ 28″ N, 108° 23′ 34″ W                 | Thermopolis      | 1919-1920 erbaute Fachwerkbrücke über den Owl Creek                                                                |
| 6     | Alex Halone House                      | weitere Bilder                         | 14. Jan. 1994 ID-Nr. 93001473 | 204 Amoretti Street 43° 38′ 30″ N, 108° 12′ 12″ W                 | Thermopolis      | Haus eines finnischen Einwanderers in Thermopolis                                                                  |
| 7     | Kirby Jail and Town Hall               | Kirby Jail and Town Hall               | 6. Dez. 2011 ID-Nr. 11000875  | 120 East 4th Street 43° 48′ 18″ N, 108° 10′ 49″ W                 | Kirby            | |
| 8     | Legend Rock Petroglyph Site            | weitere Bilder                         | 5. Juli 1973 ID-Nr. 73001932  | Adresse nicht veröffentlicht                                      | Grass Creek      | Umfasst das Legend Rock, einen Felsen mit fast 300 Petroglyphen; ist außerdem eine State Historic Site             |
| 9     | US Post Office-Thermopolis Main        | US Post Office-Thermopolis Main        | 19. Mai 1987 ID-Nr. 87000784  | 440 Arapahoe Street 43° 38′ 51″ N, 108° 12′ 33″ W                 | Thermopolis      | Historisches Postgebäude in Thermopolis                                                                            |
| 10    | Woodruff Cabin Site                    |                                        | 26. Feb. 1970 ID-Nr. 70000671 | 42 km nordwestlich von Thermopolis 43° 42′ 52″ N, 108° 40′ 18″ W  | Thermopolis      | Standort der ersten Europäisch-Amerikanischen Siedlung im Bighorn Basin                                            |

## Belege
1. ↑  National Register of Historical Places - WYOMING (WY), Hot Springs County. Abgerufen am 24. Juli 2021.
2. ↑  Die Nummerierung in dieser Listenspalte ist an der vom National Park Service vorgelegten Reihenfolge der Einträge orientiert; die Farben unterscheiden verschiedene Schutzgebietstypen des Nationalparksystems mit landesweiter Bedeutung (z. B. National Historic Landmarks) von den sonstigen Einträgen im National Register of Historic Places.